# 광화문국제단편영화제
광화문국제단편영화제(GwangHwaMun International Short Film Festival, GISFF)는 2003년 제1회를 기점으로 해마다 서울에서 개최되는 국제영화제이다. 대한민국 최초의 국제 경쟁단편영화제이다.

## 영화제 목록
- 제1회 광화문국제단편영화제 (2003년)
- 제2회 광화문국제단편영화제 (2004년)
- 제3회 광화문국제단편영화제 (2005년)
- 제4회 광화문국제단편영화제 (2006년)
- 제5회 광화문국제단편영화제 (2007년)
- 제6회 광화문국제단편영화제 (2008년)
- 제7회 광화문국제단편영화제 (2009년)
- 제8회 광화문국제단편영화제 (2010년)
- 제9회 광화문국제단편영화제 (2011년)
- 제10회 광화문국제단편영화제 (2012년)
- 제11회 광화문국제단편영화제 (2013년)
- 제12회 광화문국제단편영화제 (2014년)
- 제13회 광화문국제단편영화제 (2015년)
- 제14회 광화문국제단편영화제 (2016년)
- 제15회 광화문국제단편영화제 (2017년)
- 제16회 광화문국제단편영화제 (2018년)
- 제17회 광화문국제단편영화제 (2019년)
- 제18회 광화문국제단편영화제 (2020년)
- 제19회 광화문국제단편영화제 (2021년)
- 제20회 광화문국제단편영화제 (2022년)
- 제21회 광화문국제단편영화제 (2022년)